# Janusz Michallik
Janusz Michallik (nascido em 22 de abril de 1966 em Chorzów, Polônia) e naturalizado estadunidense; é um jogador de futebol aposentado e atualmente é treinador de futebol e também é comentarista esportivo de televisão.

## Carreira
Michallik se profissionalizou no Gwardia Warszawa.

## Seleção
Michallik integrou a Seleção Estadunidense de Futebol na Copa Rei Fahd de 1992, na Arábia Saudita.

## Títulos
Estados Unidos
- Copa Rei Fahd de 1992: 3º Lugar